# 迪克斯維爾諾奇
迪克斯维尔诺奇（英語：Dixville Notch）是美国新罕布什尔州一個無建制村落，屬庫斯縣迪克斯鎮。當地雖然只有75人，在美國總統選舉和之前的新罕布什尔州總統初選都會成為全國焦點，因為它是最早開票的地方。在這兩個地方，當地法律規定人口不到100名的行政區可在午夜開始投票，並在所有居民投票後立即開票。
2008年大選，民主黨提名人巴拉克·奥巴马獲得15票，共和黨提名人约翰·麦凯恩獲得6票。2012年大選，巴拉克·奥巴马和米特·罗姆尼分别获得5票。2016年大選，民主黨提名的希拉蕊在此獲得4票，而共和黨提名的唐納德·川普獲得2票。2020年大选，民主党提名的乔·拜登获得5票，而共和党提名的特朗普没有获得票数。2024年大选，民主党提名的賀錦麗和共和党提名的唐納·川普各获得了3票。